# Toda Família Tem
Toda Família Tem é uma série de televisão brasileira de comédia exibida pelo Prime Video numa coprodução com a Black Pen Filmes com estreia em 12 de julho de 2024, em 7 episódios, totalizando 1 temporada.
Criada por Mariana Veil, Jonathan Haagensen e Pedro Ottoni com a colaboração de Renata Di Carmo, Guilherme Temponi, Maria Shu, Junior Figueiredo e Vinnícius Morais no roteiro, com assistência de Beatriz Leal, é uma obra com coprodução da Os Suburbanos Produções e do apoio da Riofilme. Conta com a direção de Cris D'Amato e Yasmin Thayná.
No elenco, o Pedro Ottoni vive o protagonista Pê, junto com Maíra Azevedo,  Solange Couto, Érico Brás, Gabriela Dias, Duda Pimenta, Sergio Loroza, Ramon Francisco, Bethânia Campos, Caique Ivo, Pedro Novaes, Anderson Muller e participações especiais de Zezé Motta, Leandro Firmino, entre outros.  

## Premissa
A série conta a história de Pê, um jovem de 19 anos cuja rotina muda repentinamente quando ele precisa retornar com a família para a casa da avó no Rio de Janeiro, onde sua vida privilegiada cheia de liberdade e conforto chega ao fim. Ao mesmo tempo em que ele se adapta para conviver com toda a sua família debaixo do mesmo teto e todas as cômicas confusões da Família Silva, Pê também precisa lidar com seus próprios dilemas e inquietações típicos de um jovem mimado que busca se encontrar no mundo.  ,

## Produção

### Concepção e inspirações
A série foi criada por Mariana Veil, Jonathan Haagensen e Pedro Ottoni. A produção buscou inspiração em comédias familiares norte-americanas, como Eu, a Patroa e as Crianças e Um Maluco no Pedaço, adaptando essas referências para retratar uma família brasileira autêntica. Jonathan Haagensen destacou a intenção de representar uma "Família Silva", com diversas gerações conectadas pelo afeto, proporcionando ao elenco negro a oportunidade de interpretar personagens complexos e positivos.

### Escolha do elenco
O elenco principal inclui Pedro Ottoni como Pê, Solange Couto como a avó Geni, Érico Brás como Jorge e Maíra Azevedo como Deise. A série também conta com Gabriela Dias, Duda Pimenta, Sergio Loroza, Ramon Francisco, Bethânia Campos, Caique Ivo, Pedro Novaes e Anderson Muller. Em entrevistas, os atores elogiaram a qualidade dos roteiros e destacaram a química e o ambiente descontraído durante as gravações, o que contribuiu para performances autênticas e envolventes.

### Gravações
As filmagens da primeira temporada de Toda Família Tem começaram em março de 2023, sob a direção de Cris D'Amato e Yasmin Thayná. A produção enfatizou a criação de uma comédia familiar leve, representativa da maioria das famílias brasileiras. A diretora Cris D'Amato mencionou que o projeto já trazia fortes referências de séries de comédia americanas, com a intenção de criar uma produção brasileira inspirada nesse formato.

## Elenco e personagens
| Legenda         | Legenda                              |
| --------------- | ------------------------------------ |
|                 | Creditado no elenco principal        |
|                 | Creditado no elenco recorrente       |
|                 | Creditado como participação especial |
| Does not appear | Personagem ausente                   |

| Principal       |                           |  |
| Pedro Ottoni    | Pedro Silva (Pê)          |  |
| Maíra Azevedo   | Deise Silva               |  |
| Érico Brás      | Jorge Silva               |  |
| Solange Couto   | Geni Silva                |  |
| Gabriela Dias   | Patricia Silva (Paty)     |  |
| Ramon Francisco | Paulo Henrique Silva (PH) |  |
| Bethânia Campos | Pietra Silva              |  |
| Duda Pimenta    | Bruna                     |  |
| Sérgio Loroza   | Chicão                    |  |
| Caique Ivo      | Marcelo (Marcelinho)      |  |
| Pedro Novaes    | Cleidlson Junior          |  |
| Anderson Müller | Jeferson                  |  |

## Episódios

### Resumo
| Temporada | Temporada | Episódios | Exibição             | Exibição            |
| Temporada | Temporada | Episódios | Estreia de temporada | Final de temporada  |
| --------- | --------- | --------- | -------------------- | ------------------- |
|           | 1         | 7         | 12 de julho de 2024  | 12 de julho de 2024 |

### 1.ª Temporada (2024)
| N.º geral | N.º na temp. | Título                        | Dirigido por               | Escrito por                                                               | Exibição original   |
| --- | ------------ | ----------------------------- | -------------------------- | ------------------------------------------------------------------------- | ------------------- |
| 1 | 1            | "Toda Família Tem: Visitas"   | Cris D'Amato Yasmin Thayná | Renata di Carmo Pedro Ottoni Guilherme Temponi Junior Figueiredo          | 12 de julho de 2024 |
| Bota água no feijão, porque a casa da vó Geni vai ficar cheia! Pê organiza uma festinha em casa para rever seus antigos amigos enquanto tenta lidar melhor com a mudança para o Rio de Janeiro. Paty está disposta a revelar o namorado para a família e decide organizar um jantar romântico em casa no mesmo horário da festa de Pê. Jorge arranja uma série de bicos pelo bairro para ajudar a pagar o gás. |              |                               |                            |                                                                           |                     |
| 2 | 2            | "Toda Família Tem: Sonhos"    | Cris D'Amato               | Renata di Carmo Pedro Ottoni Guilherme Temponi Junior Figueiredo          | 12 de julho de 2024 |
| Pê não sabe o que quer ser quando "crescer" e a pressão para decidir sobre seu futuro profissional faz ele buscar ajuda nos lugares mais inusitados. Deise decide retomar a carreira de advogada, mas para isso precisa estudar para a prova da OAB, apesar da casa barulhenta por conta da rixa entre Geni e Jorge. Pietra recolhe animais da rua e os esconde em casa, com a ajuda de Marcelinho.            |              |                               |                            |                                                                           |                     |
| 3 | 3            | "̄Toda Família Tem: Ciúmes"    | Yasmin Thayná              | Renata di Carmo Pedro Ottoni Guilherme Temponi Maria Shu Vinnícius Morais | 12 de julho de 2024 |
| Pê surpreende a família e aceita um convite inusitado do seu pai biológico. Pietra e Marcelinho querem fazer o melhor Dia dos Pais para Jorge e Paulo Henrique, e tentam chegar em consenso para trabalharem em equipe. Deise evita conversar sobre o falecido pai com Geni, enquanto essa se sente ignorada pela família porque é "todo mundo só pensa nos pais dessa casa".                                  |              |                               |                            |                                                                           |                     |
| 4 | 4            | "Toda Família Tem: Romance"   | Cris D'Amato               | Renata di Carmo Pedro Ottoni Guilherme Temponi Maria Shu Vinnícius Morais | 12 de julho de 2024 |
| Pê acredita que a amizade de Bruna pode ser algo mais e começa a investir num possível romance. Paty e Bruna armam contra Pê. Deise e Jorge saem para relaxar na praia antes da prova da OAB, enquanto vó Geni se prepara para o encontro com o admirador secreto. |              |                               |                            |                                                                           |                     |
| 5 | 5            | "Toda Família Tem: Surpresas" | Yasmin Thayná              | Renata di Carmo Pedro Ottoni Guilherme Temponi Maria Shu Vinnícius Morais | 12 de julho de 2024 |
| Trégua! Pê descobre o segredo de Paty e faz de tudo para agradar a irmã. Pietra acha que a movimentação da casa é para sua festa de aniversário e tenta sabotar qualquer possibilidade de surpresa. A Família Silva pressiona Júnior para descobrir as intenções dele com Paty, agora que teremos um novo elemento na casa.                                                                                    |              |                               |                            |                                                                           |                     |
| 6 | 6            | "Toda Família Tem: Heróis"    | Cris D'Amato               | Renata di Carmo Pedro Ottoni Guilherme Temponi Maria Shu Vinnícius Morais | 12 de julho de 2024 |
| Pê precisa atravessar a cidade para chegar a tempo na prova do vestibular e contará com a ajuda da família para completar essa maratona. Jorge participa de uma entrevista de emprego inusitada. Pietra e Marcelinho ficam em casa aos cuidados de Chicão, que arranja um jeito de distrair as crianças. |              |                               |                            |                                                                           |                     |
| 7 | 7            | "Toda Família Tem: Segredos"  | Yasmin Thayná              | Renata di Carmo Pedro Ottoni Guilherme Temponi Maria Shu Vinnícius Morais | 12 de julho de 2024 |
| Pê se prepara para receber o resultado do vestibular enquanto a família Silva se reune num churrasco de despedida. Geni esconde de todos que um grupo empresarial quer comprar sua casa. Jorge esconde da família que recebeu uma proposta de trabalho em outro país. |              |                               |                            |                                                                           |                     |

## Lançamento
A série estreou no Prime Video em 12 de julho de 2024, disponibilizando todos os episódios da primeira temporada para os assinantes. Apesar da recepção inicial positiva, Toda Família Tem não foi renovada para uma segunda temporada. A produção agradeceu ao público e ao elenco pelo empenho, destacando o orgulho pelo trabalho realizado, mesmo com o encerramento prematuro da série.

## Repercussão

### Resposta da crítica
Após a estreia de Toda Família Tem, a série recebeu uma recepção mista por parte da crítica e do público. Embora tenha sido elogiada por retratar de forma autêntica e humorística as dinâmicas de uma família brasileira, a série não alcançou o sucesso esperado em termos de audiência e engajamento. Consequentemente, a produção anunciou que não haverá uma segunda temporada, agradecendo ao elenco e aos espectadores pelo apoio e destacando o orgulho pelo trabalho realizado.
A crítica do CinePOP destaca que Toda Família Tem aposta no humor leve e acessível, ideal para assistir em família. A série é elogiada pelo carisma do elenco e pela identificação com a realidade brasileira, mas há críticas ao roteiro, que por vezes se apoia em clichês de sitcoms americanas. A produção é considerada divertida, mas sem grande inovação dentro do gênero.
A crítica do Flixlândia elogia Toda Família Tem pela representatividade e autenticidade na retratação das famílias brasileiras. Destaca a performance carismática de Solange Couto e Pedro Ottoni, além do ritmo ágil da série e sua abordagem equilibrada entre humor e temas relevantes como desemprego e negritude. A direção e a edição são apontadas como pontos positivos, tornando a experiência envolvente. A série é considerada divertida e reflexiva, com potencial para conquistar o público.

### Prêmios e indicações
| Lista de prêmios e indicações | Lista de prêmios e indicações | Lista de prêmios e indicações      | Lista de prêmios e indicações | Lista de prêmios e indicações | Lista de prêmios e indicações |
| Premiação                     | Data da cerimônia             | Categoria                          | Indicação                     | Resultado                     | Ref.                          |
| ----------------------------- | ----------------------------- | ---------------------------------- | ----------------------------- | ----------------------------- | ----------------------------- |
| BreakTudo Awards              | 18 de novembro de 2024        | Melhor Série de Televisão Nacional | Toda Família Tem              | Indicado                      | [ 11 ]                        |